# 霍夫盖斯马尔
霍夫盖斯马尔（德語：Hofgeismar，發音：[hoːfˈɡaɪsmaʁ] ⓘ）是德国黑森州卡塞尔行政区卡塞尔县的城市，面积86.37平方千米，2023年12月31日人口为15,626人。